# I З'їзд Народного Руху України
І З'їзд Народного руху України

## Підготовчий період
На початку 1989 року в Україні виникає перша масова громадсько-політична організація — Товариство української мови імені Тараса Шевченка, яке стало організацією-попередницею Народного Руху.
Водночас Спілка письменників України запропонувала Програму і Статут Народного Руху України (надруковано в «Літературній Україні» 16 лютого 1989 року).
У березні — вересні 1989 року в більшості областей пройшли установчі конференції крайових організацій Народного Руху.

## Перебіг з'їзду

Конференц-зал Київського політехнічного інституту, у якому відбувався I З'їзд Народного Руху України. Вигляд 2016 року.

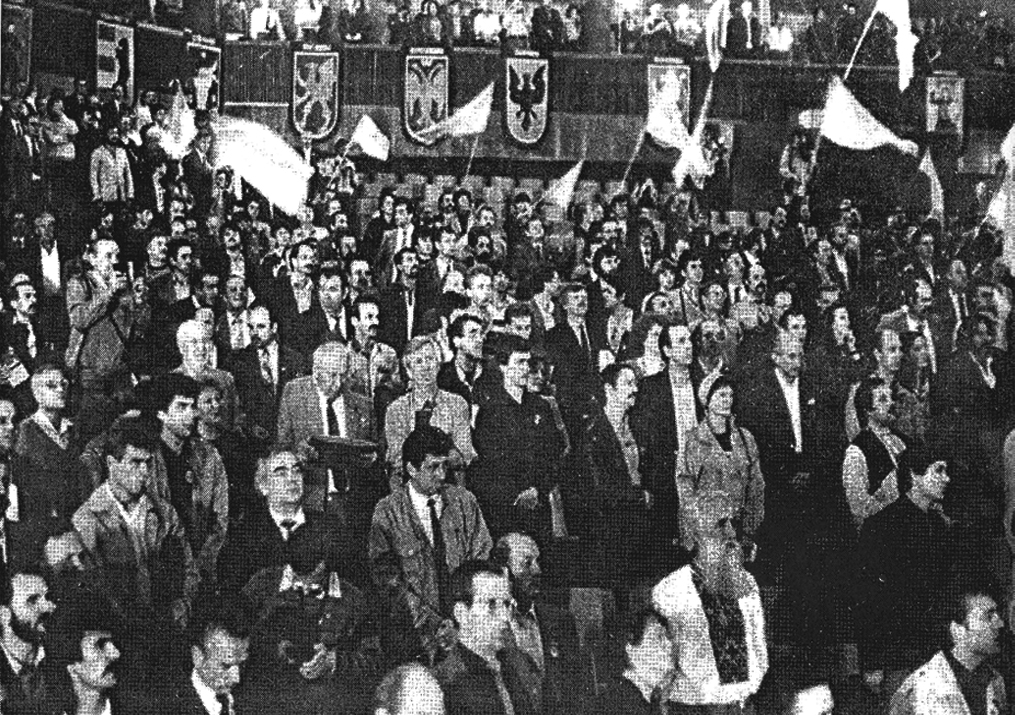
Під час відкриття 1 з'їзду НРУ

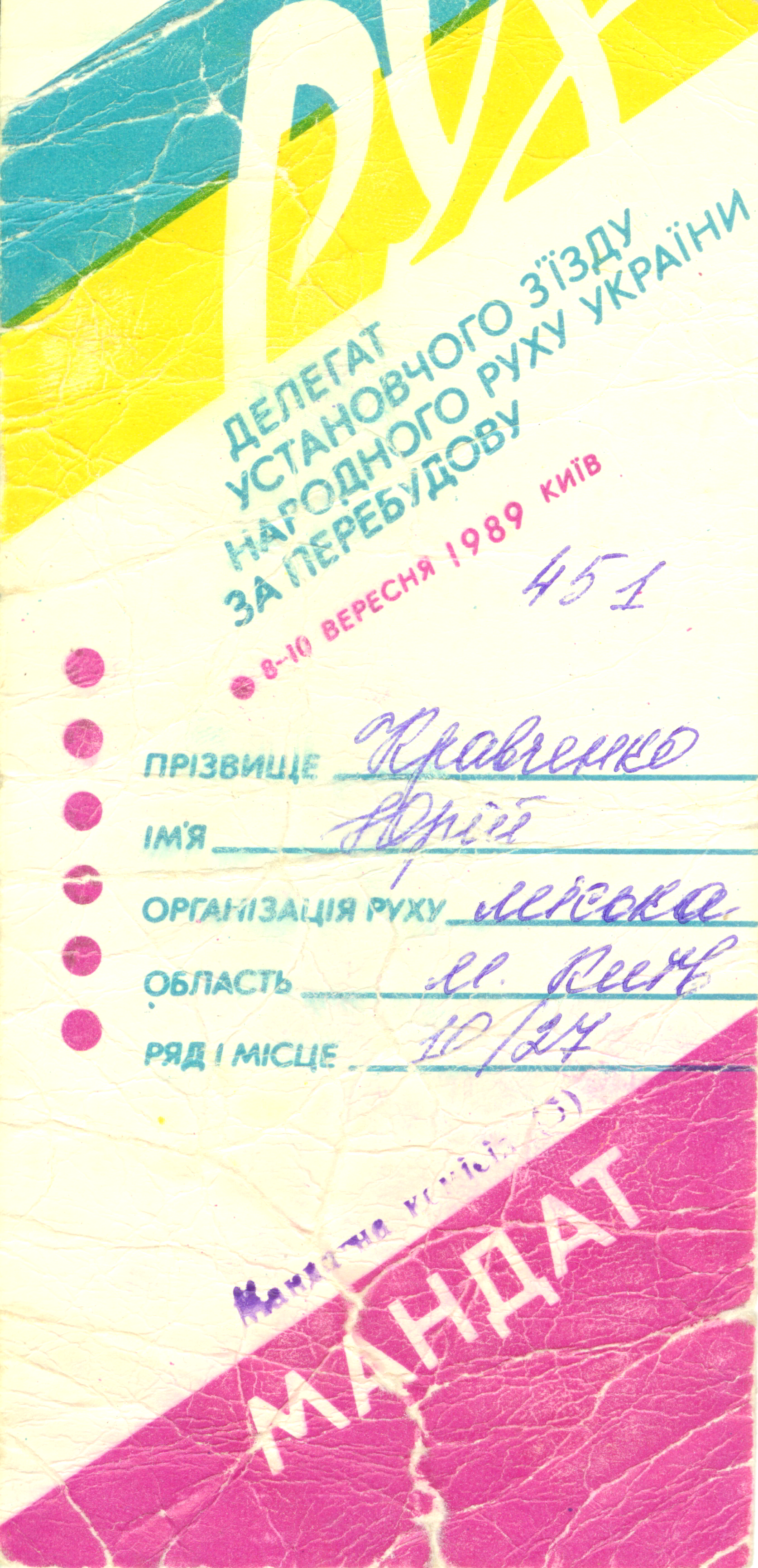
Мандат делегата установчого З'їзду Народного Руху України за Перебудову, 08-10.09.1989

I (установчий) з'їзд Народного Руху України відбувся 8—10 вересня 1989 року в Києві у конференц-залі Київського політехнічного інституту, під назвою «Народний Рух України за перебудову».
З'їзд зібрав 1121 делегата (з обраних 1158) від 1247 осередків по всій Україні, які на той час нараховували 280 тис. осіб. Серед делегатів були представники 13 національностей, у тому числі 944 українці. 228 делегатів були комуністами, 24 — комсомольцями. Подію висвітлювали 137 журналістів. Були присутніми гості з багатьох країн.
У Народному Русі об'єдналися люди різних політичних переконань — від ліберальних комуністів до тих, хто сповідував ідеї інтегрального націоналізму.

## Рішення з'їзду
З'їзд прийняв Програму і Статут Народного Руху України. Обрав керівні органи Руху: Голова — Іван Драч, 1-й заступник — Сергій Конєв, Заступники голови Руху: Володимир Яворівський, Володимир Черняк, Михайло Горинь. Орган, який діє між з'їздами Руху — Велика Рада Руху.